# Sonnenfinsternis vom 21. Juni 2020
Die ringförmige Sonnenfinsternis vom 21. Juni 2020 war hauptsächlich in Asien und Afrika zu sehen, in ihrer partiellen Phase konnte sie auch von Südosteuropa beobachtet werden.
Die Dauer der ringförmigen Phase betrug in der Mitte der Finsternis nur 38 Sekunden und war damit sehr kurz. Dies lag daran, dass der scheinbare Durchmesser des Mondes nur geringfügig kleiner war als der der Sonne, die Verfinsterung wurde zum Zeitpunkt der größten Bedeckung beinahe total, der von der Sonne um den Mond herum sichtbare Rand war also sehr schmal.
Das Maximum der Finsternis ereignete sich im Nanda Devi Nationalpark  im nordindischen Bundesstaat Uttarakhand.